# Турки-киприоты

Этническое распределение на Кипре в 1973 году.

Турки-киприоты (тур. Kıbrıs Türkleri) — турецкие жители Кипра. Под этим термином подразумеваются коренные турки-киприоты, а не иммигранты из Турции приехавшие после вторжения последней на остров в 1974 году. Большинство турок-киприотов проживает в северной части острова, которая занимает 1/3 острова. Также большая диаспора турок-киприотов имеется в Великобритании.

## История происхождения
Этнический и культурный состав Кипра радикально изменился после завоевания острова Османской империей в 1571 году. В некогда почти чисто греческое население острова вошли иммигрировавшие туда турки, которые принесли на остров свою религию и культуру. По указу султана Селима II на Кипр переселились 5720 жителей империи с южного побережья Малой Азии. Большинство из них были фермерами, но также встречались и ремесленники, ювелиры, портные, сапожники и представители других профессий. Кроме того, на Кипр прибыло много военнослужащих, среди которых было 12 000 солдат, 4000 всадников и 20 000 бывших военных и членов их семей.
Подчинение мусульманам также привело к тому, что многие греческие жители острова, исповедовавшие православное христианство и маронитство, вынуждены были принять ислам чтобы не испытывать трудностей с дальнейшей жизнью на острове. Хотя этот переход не был обязательным, и мусульманское население Кипра довольно лояльно относилась к православным грекам, всё же многие из них пошли именно этим путём. Результатом такой религиозной конверсии стало появление ряда сект, совмещающих в своих верованиях традиции и христианства и ислама.
На протяжении последующих веков обе национальные общины Кипра жили бок о бок на территории всего острова и, несмотря на такую близость, каждая из них имела собственную культуру, которая не смешивалась с другой (например, межэтнические браки долгое время считались табу).
Первый значительный поток турок-киприотов, эмигрировавших с острова, пришёлся на времена правления на острове британцев (1881 — 1960). После того, как в 1960 году Кипр получил независимость, новое правительство было решено создать на 70 % из греческого населения и на 30 % из турецкого, хотя последних на острове проживало лишь 18 %. После военного вторжения на Кипр Турции в 1974 году страна разделилась на две части: турки стали в основном проживать на севере, а греки — на юге. Многие оставшиеся на юге страны турки продолжали периодически переселяться на север страны или в Турцию, а также большая их община осела в Великобритании. Значительный их отток с острова обусловлен международным эмбарго для Северного Кипра.
В настоящее время большинство турок-киприотов проживает в Северном Кипре (179 000), меньшая часть в Великобритании (150 000), а остальные в Турции (50 000), Австралии (25 000), Германии (10 000), Канаде (5000), США (5000), при этом около 2500 человек до сих пор живут в южной части Кипра.